# Santa Eulalia (Orós Bajo)

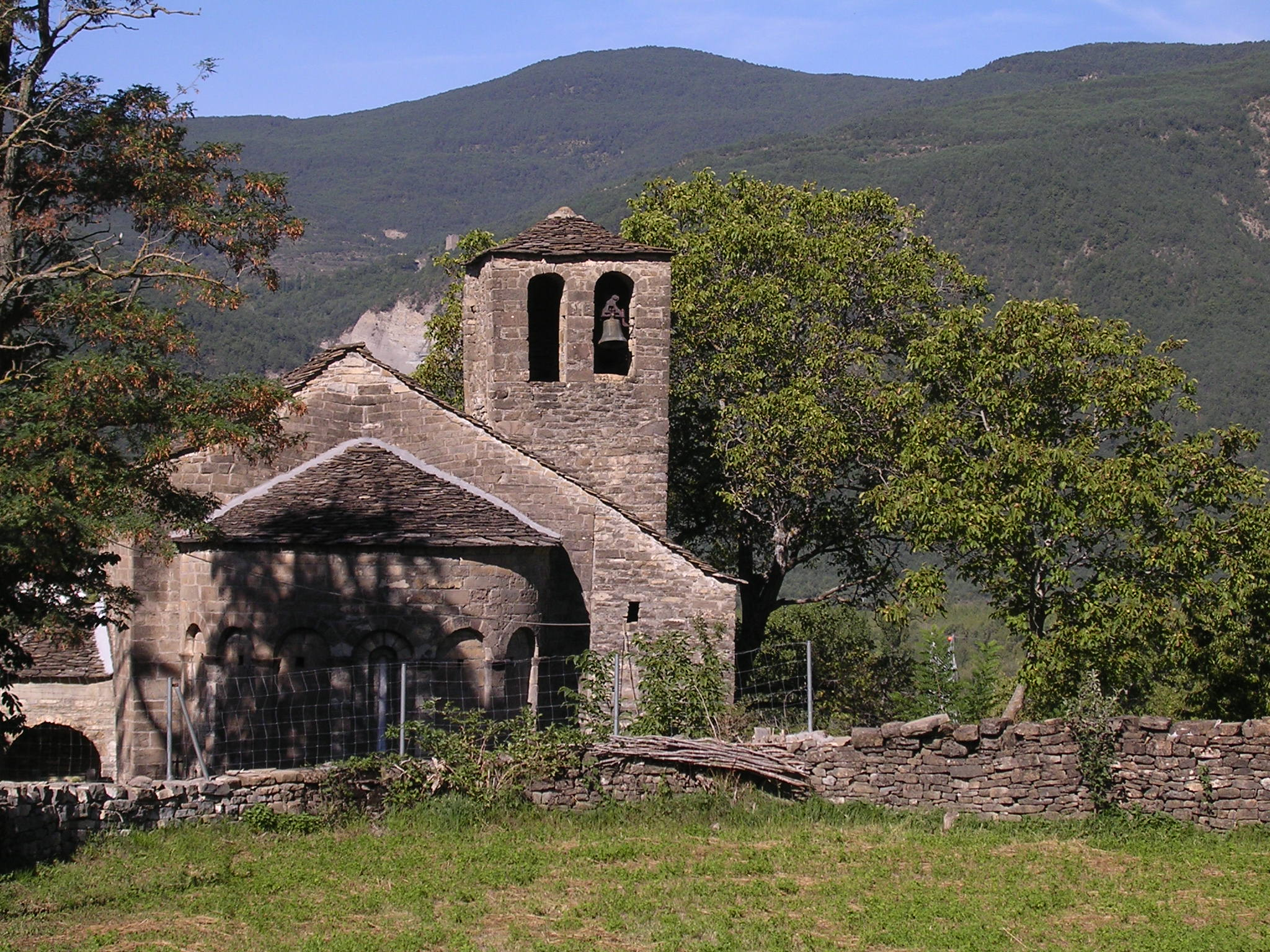
Iglesia de Santa Eulalia

La iglesia parroquial de Santa Eulalia en Orós Bajo, una localidad del municipio de Biescas en la provincia española de Huesca (comunidad autónoma de Aragón) fue fundada el siglo XI. La iglesia, rodeada por un cementerio, ha sido declarada un monumento arquitectónico protegido (Bien de Interés Cultural) desde 1982.

## Arquitectura
La iglesia, dedicada a Santa Eulalia, data de 1000 a 1024 y está construida en piedra. Es de estilo románico, probablemente de las primeras edificaciones del estilo en la zona y con posibles influencias del estilo mozárabe previo.
Tiene una nave y un ábside semicircular. La torre probablemente se trate de un agregado posterior. Frente a la portada con arco de medio punto en el lado sur se abre un porche adosado en lo que es otro añadido posterior típico de la arquitectura local si bien está menos decorado que en otras iglesias, probablemente al ser un añadido tardío en comparación con otras iglesias.

## Enlaces web
- Descripción en romanicoaragones

- Datos: Q14912615
- Multimedia: Santa Eulalia (Orós Bajo) / Q14912615